# Uppsalstjärnet
Uppsalstjärnet är en sjö i Årjängs kommun i Värmland och ingår i Göta älvs huvudavrinningsområde. Sjön är 2 meter djup, har en yta på 0,229 kvadratkilometer och befinner sig 102,5 meter över havet.

## Delavrinningsområde
Uppsalstjärnet ingår i det delavrinningsområde (659479-127976) som SMHI kallar för Rinner till Stora Le/Foxen-Ö StoraLe. Medelhöjden är 124 meter över havet och ytan är 8,81 kvadratkilometer. Det finns inga avrinningsområden uppströms utan avrinningsområdet är högsta punkten. Vattendraget som avvattnar avrinningsområdet har biflödesordning 3, vilket innebär att vattnet flödar genom totalt 3 vattendrag innan det når havet efter 248 kilometer. Avrinningsområdet består mestadels av skog (62 procent). Avrinningsområdet har 141,99 kvadratkilometer vattenytor vilket ger det en sjöprocent på 27,5 procent.